# Hoopers (warenhuis)
Hoopers is een Engelse warenhuisketen die in 1982 is opgericht in Torquay. De onderneming telde in 2021 vier warenhuizen en een online webshop.

## Locaties
- Harrogate: Dit was oorspronkelijk een filiaal van warenhuis Marshall & Snelgrove. Nadat het eigendom was geworden van Debenhams, wijzigde de naam in Cresta House. Daarna werd het warenhuis nog een tijd onder de naam Schofields bekend, als onderdeel van House of Fraser.
- Torquay: Dit filiaal was voorheen warenhuis Williams & Cox, dat in 1982 werd overgenomen.
- Tunbridge Wells: Dit was voorheen warenhuis Weekes en werd overgenomen in 1990.[3]
- Wilmslow: Dit was voorheen warenhuis Finnigans en werd overgenomen in 1982.

## Voormalige locaties
- Carlisle. Voorheen was dit warenhuis Bulloughs. Het werd overgenomen in 2006 en in 2013 gesloten 2013.
- Cheltenham. Dit warenhuis werd in 1987 in het voormalige gebouw van het hoofdpostkantoor van Cheltenham. In 2003 werd het gesloten.
- Chichester
- Colchester